# Unta
Unta è il terzo singolo della cantante finlandese Katri Ylander estratto dal suo secondo album Kaikki nämä sanat.